# 휘켈 규칙

벤젠, 휘켈 규칙을 만족하는 가장 잘 알려진 방향족 화합물의 예(파이 전자가 여섯 개임.)

휘켈 규칙(Hückel's rule)은 유기 화학에서 평면 고리 분자가 방향족성을 띠게 되는 조건에 대한 규칙이다. 물리화학자 에리히 휘켈이 1931년에 처음 연구하였다. 폰 되링이 1951년 4n+2꼴을 밝혀냈다. 고리형 평면분자는 휘켈 규칙에 의해 그것의 파이 전자 수가 {\displaystyle 4n+2} (단 {\displaystyle n} 이 음 아닌 정수)일 때 방향족성을 띤다. 휘켈규칙은 분자가 고리 1개로만 되어 있을 때 유효하다. 방향족 화합물은 알켄의 수소화반응에서 추산된 것보다 더 안정하다. 부가된 안정성은 전자 구름이 비편재화되어 있는 (공명이라고 불린다) 것이다. 방향족성의 기준은 간단하다. (1) 휘켈 규칙에서 4n+2개의 전자가 비편재화되어야 한다. (2) 평면 고리형 구조 형성이 가능해야 한다. (예로 사이클로데카펜타엔은 어떤 구조든지 평면 고리를 이루는 데 지장을 받는다. 따라서 방향족이 아니다.)(3) 고리를 이루는 모든 원자가 p오비탈을 가져 비편재화될 수 있어야 한다.

## 다환 탄화수소
휘켈 규칙은 고리 2개 이상을 포함하는 여러 화합물에 대해서 유효하지 않다. 고리가 더 많은 경우 파이렌 (16개 공액 전자), 코로넨 (24개의 공액 전자)처럼 4n+2가 아닌데도 방향족성을 띠는 일이 있다.
Pariser-Parr-Pople method가 2개 이상의 고리를 가진 분자의 방향족성을 설명한다.
4n개가 있으면 반방향족성이 된다.

## 3차원 규칙
안드레아스 허시와 동료들은 2000년에 풀러렌이 어느 경우에 방향족성을 갖는지 결정하는 규칙을 만들었다. π전자 2(n+1)2개가 있으면 풀러렌은 방향족성을 갖는다. 이는 방향족 풀러렌이 완전한 이십면체 대칭을 가져야 한다는 사실에서 비롯된다.